# SpVgg Greuther Fürth
Spielvereinigung Greuther Fürth (phát âm tiếng Đức: [ˈʃpiːlfɛɐ̯ˌʔaɪnɪɡʊŋ gʁɔʏtɐ ˈfʏʁt]) là một câu lạc bộ bóng đá Đức có trụ sở ở Fürth, Bavaria.
Thời kì thành công nhất của Greuther Fürth đến từ kỉ nguyên tiền-Bundesliga vào năm 1910 và những năm 1920s, khi câu lạc bộ giành 3 chức vô địch vào các năm 1914, 1926, và 1929 cũng như vị trí á quân mùa giải 1920. Mùa giải 2012–13, lần đầu tiên câu lạc bộ được thi đấu ở Bundesliga, sau khi thăng hạng từ 2. Bundesliga; và phải trở lại 2. Bundesliga vào cuối mùa giải. Vào ngày 23 tháng 5 năm 2021, câu lạc bộ có lần thứ 2 trở lại Bundesliga.

## Kình địch
1. FC Nürnberg cho đến nay là kình địch lớn nhất của SpVgg, kể từ những ngày đầu của bóng đá Đức, khi hai câu lạc bộ này thay nhau thống trị giải quốc gia. Các trận đấu giữa hai đội thường được gọi là "Frankenderby". Cả hai có dịp đối đầu nhau ở các mùa giải 2012-13 Bundesliga và 2. Bundesliga 2014-15.

## Danh hiệu
|  |

### Giải quốc gia
- Giải vô địch Đức
  - Vô địch: 1914, 1926, 1929
- 2. Bundesliga
  - Vô địch: 2011–12
- Landesliga Bayern-Mitte (IV)
  - Vô địch: 1990–91

### Cúp
- Cúp Trong nhà Đức
  - Vô địch: 2000

### Khu vực
- Southern German championship
  - Vô địch: 1914, 1923, 1931
- Ostkreis-Liga (I)
  - Vô địch: 1912, 1913, 1914, 1917
- Kreisliga Nordbayern (I)
  - Vô địch: 1922, 1923
- Bezirksliga Nordbayern (I)
  - Vô địch: 1927–28, 1929–30, 1930–31
- Gauliga Bayern (I)
  - Vô địch: 1934–35
- Oberliga Süd (I)
  - Vô địch: 1949–50
- Southern German Cup
  - Vô địch: 1918, 1923, 1925, 1926, 1927 (kỉ lục)
- Mittelfranken Cup (Tiers III-VII)
  - Vô địch: 1990, 1991, 1996, 1997
  - Á quân: 1989

### Đội trẻ
- Giải vô địch U-19 Bavaria
  - Vô địch: 2003
- Giải vo địch U-17 Bavaria
  - Vô địch: 2001, 2008
- Giải vô địch U-15 Bavaria
  - Vô địch: 2004

## Các huấn luyện viên gần đây
Danh sách huấn luyện viên câu lạc bộ kể từ năm 1974:
| Tên                 | Từ                   | Đến                  |
| Alfred Hoffmann     | 1 tháng 7 năm 1974   | 30 tháng 6 năm 1975  |
| Hans Cieslarczyk    | 1 tháng 7 năm 1975   | 30 tháng 6 năm 1977  |
| Hannes Baldauf      | 1 tháng 7 năm 1977   | 30 tháng 6 năm 1980  |
| Dieter Schulte      | 1 tháng 7 năm 1980   | 28 tháng 2 năm 1981  |
| Heinz Lucas         | 1 tháng 3 năm 1981   | 30 tháng 6 năm 1981  |
| Hans-Dieter Roos    | 1 tháng 7 năm 1981   | 15 tháng 11 năm 1981 |
| Lothar Kleim        | 23 tháng 11 năm 1981 | 30 tháng 6 năm 1982  |
| Franz Brungs        | 1 tháng 7 năm 1982   | 30 tháng 6 năm 1983  |
| Günter Gerling      | 1 tháng 7 năm 1983   | 30 tháng 6 năm 1986  |
| Lothar Kleim        | 1 tháng 7 năm 1986   | 28 tháng 2 năm 1987  |
| Paul Hesselbach     | 1 tháng 3 năm 1987   | 30 tháng 6 năm 1989  |
| Günter Gerling      | 1 tháng 7 năm 1989   | 9 tháng 4 năm 1995   |
| Bertram Beierlorzer | 10 tháng 4 năm 1995  | 30 tháng 6 năm 1996  |
| Armin Veh           | 1 tháng 7 năm 1996   | 30 tháng 6 năm 1997  |
| Benno Möhlmann      | 15 tháng 10 năm 1997 | 21 tháng 10 năm 2000 |
| Paul Hesselbach     | 22 tháng 10 năm 2000 | 19 tháng 11 năm 2000 |
| Uwe Erkenbrecher    | 20 tháng 11 năm 2000 | 30 tháng 8 năm 2001  |

| Tên                         | Từ                   | Đến                  |
| Paul Hesselbach (tạm quyền) | 1 tháng 9 năm 2001   | 29 tháng 10 năm 2001 |
| Eugen Hach                  | 30 tháng 10 năm 2001 | 5 tháng 11 năm 2003  |
| Werner Dreßel (tạm quyền)   | 6 tháng 11 năm 2003  | 29 tháng 12 năm 2003 |
| Thomas Kost                 | 30 tháng 12 năm 2003 | 16 tháng 2 năm 2004  |
| Benno Möhlmann              | 18 tháng 2 năm 2004  | 30 tháng 6 năm 2007  |
| Bruno Labbadia              | 1 tháng 7 năm 2007   | 30 tháng 6 năm 2008  |
| Benno Möhlmann              | 1 tháng 7 năm 2008   | 20 tháng 12 năm 2009 |
| Mike Büskens                | 27 tháng 12 năm 2009 | 20 tháng 2 năm 2013  |
| Ludwig Preis (tạm quyền)    | 21 tháng 2 năm 2013  | 11 tháng 3 năm 2013  |
| Frank Kramer                | 12 tháng 3 năm 2013  | 23 tháng 2 năm 2015  |
| Mike Büskens                | 23 tháng 2 năm 2015  | 28 tháng 5 năm 2015  |
| Stefan Ruthenbeck           | 12 tháng 6 năm 2015  | 21 tháng 11 năm 2016 |
| Janos Radoki                | 21 tháng 11 năm 2016 | 28 tháng 8 năm 2017  |
| Mirko Dickhaut (tạm quyền)  | 28 tháng 8 năm 2017  | 9 tháng 9 năm 2017   |
| Damir Burić                 | 9 tháng 9 năm 2017   | 4 tháng 2 năm 2019   |
| Stefan Leitl                | 5 tháng 2 năm 2019   | nay                  |

## Các mùa giải gần đây
Thành tích theo mùa giải của câu lạc bộ:
| Mùa giải  | Hạng đấu      | Cấp độ | Thứ hạng |
| 1999–2000 | 2. Bundesliga | II     | thứ 7    |
| 2000–01   | 2. Bundesliga | II     | thứ 5    |
| 2001–02   | 2. Bundesliga | II     | thứ 5    |
| 2002–03   | 2. Bundesliga | II     | thứ 5    |
| 2003–04   | 2. Bundesliga | II     | thứ 9    |
| 2004–05   | 2. Bundesliga | II     | thứ 5    |
| 2005–06   | 2. Bundesliga | II     | thứ 5    |
| 2006–07   | 2. Bundesliga | II     | thứ 5    |
| 2007–08   | 2. Bundesliga | II     | thứ 6    |
| 2008–09   | 2. Bundesliga | II     | thứ 5    |
| 2009–10   | 2. Bundesliga | II     | thứ 11   |
| 2010–11   | 2. Bundesliga | II     | thứ 4    |
| 2011–12   | 2. Bundesliga | II     | thứ 1 ↑  |
| 2012–13   | Bundesliga    | I      | thứ 18 ↓ |
| 2013–14   | 2. Bundesliga | II     | thứ 3    |
| 2014–15   | 2. Bundesliga | II     | thứ 14   |
| 2015–16   | 2. Bundesliga | II     | thứ 9    |
| 2016–17   | 2. Bundesliga | II     | thứ 8    |
| 2017–18   | 2. Bundesliga | II     | thứ 15   |
| 2018–19   | 2. Bundesliga | II     | thứ 13   |
| 2019–20   | 2. Bundesliga | II     | thứ 9    |
| 2020–21   | 2. Bundesliga | II     | thứ 2 ↑  |
| 2021–22   | Bundesliga    | I      |          |

| Mùa giải  | Hạng đấu                      | Cấp độ | Thứ hạng |
| 1999–2000 | Bezirksoberliga Mittelfranken | VI     | thứ 1 ↑  |
| 2000–01   | Landesliga Bayern-Mitte       | V      | thứ 1 ↑  |
| 2001–02   | Bayernliga                    | IV     | thứ 5    |
| 2002–03   | Bayernliga                    | IV     | thứ 9    |
| 2003–04   | Bayernliga                    | IV     | thứ 4    |
| 2004–05   | Bayernliga                    | IV     | thứ 12   |
| 2005–06   | Bayernliga                    | IV     | thứ 4    |
| 2006–07   | Bayernliga                    | IV     | thứ 2    |
| 2007–08   | Bayernliga                    | IV     | thứ 2 ↑  |
| 2008–09   | Regionalliga Süd              | IV     | thứ 11   |
| 2009–10   | Regionalliga Süd              | IV     | thứ 11   |
| 2010–11   | Regionalliga Süd              | IV     | thứ 4    |
| 2011–12   | Regionalliga Süd              | IV     | thứ 6    |
| 2012–13   | Regionalliga Bayern           | IV     | thứ 12   |
| 2013–14   | Regionalliga Bayern           | IV     | thứ 9    |
| 2014–15   | Regionalliga Bayern           | IV     | thứ 14   |
| 2015–16   | Regionalliga Bayern           | IV     | thứ 9    |
| 2016–17   | Regionalliga Bayern           | IV     | thứ 16   |
| 2017–18   | Regionalliga Bayern           | IV     | thứ 13   |
| 2018–19   | Regionalliga Bayern           | IV     | thứ 14   |
| 2019–20   | Regionalliga Bayern           | IV     | cxđ      |

- Với việc giới thiệu giải Bezirksoberligas năm 1988 ở cấp độ 5, dưới Landesligas, tất cả các giải hạng dưới đều chuyển xuống một cấp độ. Với việc giới thiệu giải Regionalligas năm 1994 và 3. Liga năm 2008 nằm ở cấp độ 3 mới, dưới 2. Bundesliga, tất cả các giải hạng dưới đều chuyển xuống một cấp độ. Với việc thành lập Regionalliga Bayern ở cấp độ 4 mới tại Bavaria năm 2012, Bayernliga chia thành hạng đấu Bắc và Nam, số giải Landesligas mở rộng từ 3 lên 5 và Bezirksoberligas bị hủy bỏ. Tất cả các giảit từ Bezirksligas trở đi được tăng lên một cấp độ.

Từ khóa
| ↑ Thăng hạng | ↓ Xuống hạng |

## Cầu thủ

### Đội hình hiện tại
Tính đến 14 tháng 1 năm 2021
Ghi chú: Quốc kỳ chỉ đội tuyển quốc gia được xác định rõ trong điều lệ tư cách FIFA. Các cầu thủ có thể giữ hơn một quốc tịch ngoài FIFA.
| Số | VT | Quốc gia  | Cầu thủ                      |
| -- | -- | --------- | ---------------------------- |
| 1  | TM | Đức       | Marius Funk                  |
| 2  | HV | Đức       | Simon Asta                   |
| 4  | HV | Đức       | Maximilian Bauer             |
| 7  | TĐ | Đức       | Robin Kehr                   |
| 9  | TĐ | Đan Mạch  | Emil Berggreen               |
| 10 | TĐ | Thụy Điển | Branimir Hrgota (đội trưởng) |
| 14 | TV | Ghana     | Hans Nunoo Sarpei            |
| 16 | TĐ | Na Uy     | Håvard Nielsen               |
| 18 | HV | Đức       | Marco Meyerhöfer             |
| 19 | TĐ | Nigeria   | Dickson Abiama               |

| Số | VT | Quốc gia | Cầu thủ                             |
| -- | -- | -------- | ----------------------------------- |
| 21 | TV | Hoa Kỳ   | Timothy Tillman                     |
| 23 | HV | Đức      | Paul Jaeckel                        |
| 24 | TV | Đức      | Anton Stach                         |
| 25 | TM | Đức      | Leon Schaffran                      |
| 27 | HV | Đức      | Luca Itter (mượn từ SC Freiburg)    |
| 30 | TM | Đức      | Sascha Burchert                     |
| 32 | HV | Pháp     | Abdourahmane Barry                  |
| 33 | TV | Đức      | Paul Seguin                         |
| 37 | TV | Hoa Kỳ   | Julian Green                        |
| 40 | TĐ | Đức      | Jamie Leweling                      |
| —  | HV | Đức      | Alexander Lungwitz                  |
| —  | TV | Đức      | Adrian Fein (mượn từ Bayern Munich) |

### Cho mượn
Ghi chú: Quốc kỳ chỉ đội tuyển quốc gia được xác định rõ trong điều lệ tư cách FIFA. Các cầu thủ có thể giữ hơn một quốc tịch ngoài FIFA.
| Số | VT | Quốc gia | Cầu thủ |
| -- | -- | -------- | ------- |

## Cựu cầu thủ đáng chú ý
- Karl Mai, có 21 lần khoác áo đội tuyển Đức và thi đấu ở World Cup 1954
- Herbert Erhardt có 50 lần khoác áo đội tuyển Đức và thi đấu ở World Cup 1954, 1958 và 1962
- Julius Hirsch, có 7 lần khoác áo đội tuyển Đức và thi đấu ở Thế vận hội Mùa hè 1912; bị giết trong Holocaust
- Heiko Westermann, cầu thủ đội tuyển quốc gia Đức
- Roberto Hilbert, cầu thủ đội tuyển quốc gia Đức
- Rachid Azzouzi, thi đấu cho Maroc ở World Cup 1994 và 1998
- Gerald Asamoah, cầu thủ đội tuyển quốc gia Đức
- Nicolai Müller, cầu thủ đội tuyển quốc gia Đức
- Abdul Rahman Baba, cầu thủ đội tuyển quốc gia Ghana

### Huấn luyện viên nổi tiếng
William Townley, có 3 lần dẫn dắt SpVgg Fürth vào các giai đoạn 1911–1913, 1926–1927, và 1930–1932, giúp câu lạc bộ mang về 2 chức vô địch.

### Người hâm mộ đáng chú ý
Vào tháng 9 năm 2012, cựu Ngoại trưởng Hoa Kỳ Henry Kissinger, có gia đình chạy trốn khỏi Đức Quốc xã vào năm 1938, tham dự một trận SpVgg với Schalke 04. Ông đã hứa sẽ tham dự một trận đấu tại sân vận động Ronhof nếu đội được thăng hạng lên hạng cao nhất Bundesliga. Khi còn nhỏ, Kissinger đã cố gắng xem các trận đấu ở đó, bất chấp điều đó trái với mong muốn của cha mẹ ông. Kissinger là thành viên danh dự của SpVgg, và trong nhiều thập kỷ, ông luôn cố gắng lấy được thông tin về kết quả các trận đấu và giữ liên lạc với câu lạc bộ. Trong thời gian phục vụ tại White House vào những năm 1970, ông được cho là đã yêu cầu nhân viên của mình thông báo kết quả thi đấu cuối tuần của CLB cho ông vào sáng thứ Hai. Ông đã đến thăm quê hương và câu lạc bộ nhiều lần và tham dự một trận đấu ở Bundesliga vào năm 2012 trong mùa giải đầu tiên của đội tại Bundesliga.